# Paul Wegener (acteur)
Pour les articles homonymes, voir Paul et Wegener.
Paul Wegener, né le 11 décembre 1874 à Arnoldsdorf (de), arrondissement de Culm (de) (province de Prusse) et mort le 13 septembre 1948 à Berlin, est un acteur, réalisateur et scénariste allemand.

## Biographie
Fils d'un gentilhomme prussien, Paul Wegener étudie l'histoire de l'art et la philosophie tout en débutant au théâtre. Il rejoint dès 1906 la troupe de comédiens de Max Reinhardt. Cette troupe, surnommée le Deutsches Theater, donne alors le ton en Allemagne dans le domaine théâtral. Ses remarquables interprétations de Iago, Richard III ou Méphisto hissent Wegener au rang des grands comédiens allemands de l'époque.
Il débute à l'écran en 1913 dans une première version de L'Étudiant de Prague (Der Student von Prag), l'un des premiers films marquants de l'histoire du cinéma allemand qu'il coréalise avec Stellan Rye. Il travaille désormais pour le cinéma à la fois comme acteur et scénariste, et un peu plus tard comme réalisateur.
En collaboration avec Carl Boese, il réalise en 1920 Le Golem (Der Golem) qui est un des chefs-d'œuvre du cinéma expressionniste allemand. Il est aussi l'auteur du scénario et l'acteur principal du film, sous les traits du Golem.
Dans les années 1920, il mène de front une triple carrière de metteur en scène, de scénariste et d'acteur, étant notamment la vedette du film d'horreur Unheimliche Geschichten de Richard Oswald et Gabriel Pascal, sorti en 1932.
Sous le Troisième Reich, il continue son travail sur scène comme à l'écran, en dépit de ses positions pacifistes. Comme nombre d'artistes du théâtre et du cinéma allemands, il évite de se mêler de politique[réf. nécessaire] et se consacre exclusivement à son travail artistique. Il tourne dans le film de propagande nazie Hans Westmar, qui retrace la vie du SA Horst Wessel, auteur de l'hymne officiel du parti nazi.
Après la Guerre, il est l'un des premiers artistes à reconstruire une vie culturelle à Berlin. Son interprétation de Nathan le Sage de Lessing est considérée comme le point de départ de la renaissance de la vie théâtrale en Allemagne.
Paul Wegener a été marié à l'actrice allemande Greta Schröder, qui tourna à ses côtés dans Le Golem, mais qui est surtout connue pour son rôle d'Ellen dans Nosferatu le vampire (1922).

## Anecdote
Paul Wegener est né dans le village de Bischdorf, en province de Prusse. Ce territoire ayant été annexé par la Pologne en 1945 à l'issue de la Seconde Guerre mondiale, certains biographes ont attribué -à tort- à Wegener des origines polonaises.

## Filmographie

### Acteur
- 1913 : L'Étudiant de Prague (Der Student von Prag), de Stellan Rye
- 1915 Le Golem, Henrik Galeen et Paul Wegener
- 1916 Le Yoghi, Paul Wegener
- 1916 Rübezahls Hochzeit, idem
- 1917 Le Golem et la Danseuse, idem
- 1917 Hanz Trutz in Schlaraffenland, Paul Wegener
- 1918 Der Rattenfänger von Hameln, idem
- 1918 Der fremde Fürst
- 1919 Der Galeerensträfling
- 1920 Sumurum, Ernst Lubitsch
- 1920 Le Golem, Carl Boese et Paul Wegener
- 1922 : La Femme du pharaon (Das Weib des Pharao) d'Ernst Lubitsch : Samlak
- 1922 La Fin du duc Ferrante (Herzog Ferrantes Ende)
- 1922 Vanina, Arthur von Gerlach
- 1922 : Monna Vanna de Richard Eichberg
- 1922 Lucrèce Borgia, Richard Oswald
- 1925 Les Bouddhas vivants (Lebende Buddhas)
- 1926 Le Magicien (Der Magier, The Magician États-Unis), Rex Ingram d'après Somerset Maugham
- 1927 Svengali, Gennaro Righelli
- 1927 Les Tisserands, Friedrich Zelnik
- 1928 Alraune, Henrik Galeen
- 1933 Hans Westmar, Frank Wenzler
- 1934 Ein Mann will nach Deutschland
- 1935 Nur ein Komödiant
- 1939 Das unsterbliche Herz
- 1942 Le Grand Roi (Der Große König), Veit Harlan
- 1943 Wenn die Sonne wieder scheint : Le paysan Termöhlen
- 1945 Le Cas Molander, Georg Wilhelm Pabst
- 1945 Kolberg, Veit Harlan
- 1948 Der Große Mandarin de Karl-Heinz Stroux (de)

### Réalisateur
- 1913 : L'Étudiant de Prague (Der student von Prag) coréalisé avec Stellan Rye
- 1915 : Le Golem (Der Golem) coréalisé avec Henrik Galeen
- 1916 : Rübezahls Hochzeit (de)
- 1916 : Der Yoghi (de)
- 1917 : Der Golem und die Tänzerin (de)
- 1917 : Hans Trutz im Schlaraffenland (de)
- 1918 : Le Joueur de flûte de Hamelin (de) (Der Rattenfänger von Hameln)
- 1918 : Der fremde Fürst (de)
- 1919 : Der Galeerensträfling
- 1920 : Le Golem (Der Golem, wie er in die Welt kam) coréalisé avec Carl Boese
- 1922 : La Fin du duc de Ferrante (de) (Herzog Ferrantes Ende)
- 1925 : Les Bouddhas vivants (Lebende Buddhas)
- 1933 : Hans Westmar
- 1934 : Ein Mann will nach Deutschland avec Willy Birgel
- 1936 : August der Starke, avec Michael Bohnen, Lil Dagover
- 1936 : Die Stunde der Versuchung, avec Gustav Fröhlich
- 1936 : Moscou-Shanghai (Moskau – Shanghai), avec Pola Negri
- 1937 : Krach und Glück um Künnemann
- 1937 : Huis clos (Unter Ausschluß der Öffentlichkeit), avec Olga Tchekhova